# Hanley Stafford
Hanley Stafford (ur. 22 września 1899 w Hanley, zm. 11 września 1968 w Los Angeles) – amerykański aktor filmowy, telewizyjny i radiowy.

## Filmografia
seriale
- 1955: Cheyenne jako Harvey Perkins
- 1957: Sugarfoot
- 1958: 77 Sunset Strip jako Admirał Thomas Kyle

film
- 1941: Swing It Soldier jako J. Horace Maxwellton
- 1952: Dziewczyna w każdym porcie jako Admirał floty Temple
- 1953: The Affairs of Dobie Gillis jako Arthur Hammer

## Wyróżnienia
Posiada swoją gwiazdę na Hollywoodzkiej Alei Gwiazd.